# 童尚經
童尚經（1917年3月17日—1972年8月26日），筆名童常，江蘇鎮江人，臺灣兒童文學先驅，《臺灣新生報》副總編輯、《新生副刊》主編，在報社期間經常幫助臺灣白色恐怖時期受難者投稿，後在《臺灣新生報》第二次大肅清時因文字獄與支助政治犯被槍決。

## 生平

### 左翼文學活動
1917年3月17日童尚經生於江蘇鎮江，在江蘇省立鎮江師範學校初中部（今江蘇省鎮江中學）畢業後，因父親經商失敗而輟學，赴上海《申報》圖書館工作，進而接觸左翼文學。他在中學期間與女同學華世貞以文交友，追求多年後成為夫妻。
1936年9月童尚經參加新安旅行團，初為學生，後為輔導員。他跟團遠赴中國西北與西南勞軍，1940年底加入中國共產黨。1941年新安旅行團經香港赴蘇北，他滯留香港，在珍珠港事變時，和張鐵生、茅盾由東江縱隊港九大隊護送到桂林。
1946年9月，童尚經偕妻抵台，起先透過朋友的親戚李學驊幫助下，在基隆某家貿易行工作。1947年1月進入《新生報》資料室擔任主任。李學驊因1950年蘇藝林案被處死後不久，童尚經加入國民黨。

### 鼓勵文藝創作
1958年，童尚經擔任《新生報》副總編輯。
童尚經在中國大陸時期，寫有童書《在內蒙古的草地上》，以為新安旅行團全体師生籌款。他是深耕台灣兒童文學的先驅，《新生兒童》印刷精美、圖文並茂，不亞於《國語日報》。在1960年代臺灣他從事臺灣兒童文學的教學與研究，在（兒童讀物編輯研究）中將兒童文學形式分為十類，對童話的定義是：「是以兒童的特殊生理與心理為基礎，根據事物和倫理的結合，能滿足好奇心與慾望的幻想，用文學的手段編造類似故事的東西。」
張系國從小最早的投稿對象是《新生報》，因為該副刊經常舉辦都是比較大眾化的徵文，如「我的爸爸」、「我的媽媽」、「我的妹妹」、「我的哥哥」等等。他第一次投稿被採用，童尚經親筆回了一張鼓勵的便條。張系國表示這是他踏上文壇的原因，後在臺大一升二時還作過童家兒子的家教。
約在1962年，童尚經舉辦「理想夫人」和「理想丈夫」徵文活動，一年半內稿源充足，反響很大。他寫（尊敬的人）談他妻子；而華世貞也回應寫（理想丈夫何處有？）描述她丈夫。《新生報》社收錄這次徵文稿子，以及他倆的文章於1963年、1964年先後出兩本書，書名就分別是《理想夫人》和《理想丈夫》。
將來這徵文活動成為起訴書中的罪狀之一。
1965年左右，楊逵次女楊素絹嘗試習作，但十稿九退，後來寫一篇（野菜宴）投稿到《新生副刊》也收到退稿，上面有童尚經的一紙片的評論，還詢問是否楊女的父親是楊逵，並寫1926年在上海就讀過其小說（送報伕）。楊素絹覺得驚奇，居然猜到她是楊逵之女。她重寫的（野菜宴）就登在《新生副刊》了。受此鼓勵，楊素又寫（牆塌下來那晚）投寄給《新生副刊》。
童尚經在報社期間大力提拔劉興欽，並開版面讓他連載「桃李春曉」畫作。劉興欽有一次因漫畫中的人物被某位權貴對號入座，差點入牢，童尚經雖險遭連累，卻仍未因此而與劉興欽疏遠。
童尚經與文壇的柏楊也是好友，兩人都喜歡下中國象棋。

### 助政治犯維生
1960年代後期，泰源監獄受刑人流行寫作投稿到童尚經主持的《新生副刊》。因為童編輯不僅對稿費慷慨，還鼓勵他們寫作。因為這些犯人隻身在臺，無人接濟，必須寫作賺錢。此舉對謀生不易的政治犯助益極大。
童尚經用稿沒有省籍之分，也沒有統獨之別。如常寄日文版《世界民間故事》請1958年因海軍台獨案判刑十年的許昭榮翻譯，並在《新生兒童》每週發表一篇，持續一年，還讓許昭榮把全稿售予水牛出版社。如1950年因李玉堂案判刑十年的張蘊智，出獄後多投稿《新生報》，童尚經常幾乎來稿必用。其他受惠者還有盧兆麟、郭振純、高金郎、席長安、孫以蒼、陳長坤等多名臺灣白色恐怖受難者。
後來這些援助成為起訴書中的罪狀之一。

### 新生報大肅清
1956年11月26日，大法官會議「釋字第六十八號」明定：「凡曾參加叛亂組織者，在未經自首或有其他事實證明其確已脫離組織以前，自應認為係繼續參加。」這項釋文成為特務機關逮捕政治犯的利器。
童尚經雖對共產黨失望而脫離共黨，張系國認為是他並未辦理自首手續，猜測他或許顧慮自首後不可能再在他熱愛的副刊工作。但是，童尚經女兒童小南於父親死後一直追查緣由，發現是出在《新生報》的安全室主任金賡故意壓住自首名單不往上報，直到自首期限已過，才送上去邀功。
1966年，《新生報》發生第二次大肅清。報編輯主任姚勇來、黨政記者沈嫄璋夫妻一關一死。隔年該報經濟記者徐雪影也落網，為了保命供出多人，其中之一就是在抗戰期間結識的童尚經。
1969年11月24日，童尚經同事兼好友單建周被調查局約談後墜樓身亡。1970年5月，金賡將童尚經的自首往上報，後者隨即被調查局解送臺灣臺北地方法院看守所。
當調查局要童尚經徹底表白，他只表白自己，拒絕牽連其他人。因為查不到具體叛亂的證明，調查局改以文字獄作為罪狀：蔣介石生日（10月31日万圣夜）時刊登一篇名為《鬼節》的文章，視為犯大忌；他選用的一些文章如《妙老頭》、《爸爸的鼻子》、《下鄉去吧》，視為污衊元首、詆毀時政；他錄用政治犯的稿件，視為「接濟同黨分子」等。
起訴書摘錄：

……主編新生副刊的時候，在民國五十五年十月中旬全國正在籌備慶祝總統華誕的時候，你登了一篇文章說十月三十一日是鬼節，侮蔑總統；你刊登綠島服刑人之投稿，以變相資助政治犯。你舉辦「理想丈夫」「理想夫人」「兄弟姊妹」徵文，企圖用親情來沖淡民眾反攻大陸的士氣；舉辦「血債」徵文，要挑起與日本的民族仇恨，離間我與友邦之感情。你擔任新生報資料室主任時，購買「觀察」、「展望」等查禁刊物，為匪宣傳，提供情報給在台潛伏匪諜……還購買了「盧騷懺悔錄」、「少年維特的煩惱」這些書，影響社會人心……。

軍事法庭以「意圖以非法之方法顛覆政府，而著手進行」為由，判童尚經死刑。
童尚經初審時就判死刑，還未經二審覆判就處決，所留下的遺言是：「我的女兒非常好，我的兒子也很好，請告訴我太太好好照顧他們，要他們聽媽媽的話，孝順媽媽…」1972年8月26日清晨5點槍斃，同處被關的廣播人、政治犯崔小萍日後寫下：「天破曉時，我被一陣驚懼的哭聲驚醒，我以為是誰在作惡夢。…」

## 身後
每逢過年過節，童尚經遺族都要受到警察局的“特別關注”，華世貞只好離開臺灣。在美國駐台新聞處工作多年的她，經由美國新聞處幫助而在1980初期移民美國。童尚經的墓也落在加州。
1999年，瘂弦鼓舞童小南替父親寫文章、出書平反，後者認為無報紙敢登。瘂弦回答《聯合報》可登，認為有很多作家會接著寫，因為童尚經培植過太多的寫作人才。於是，童小南前後寫出十九章文稿，由母親華世貞寄去臺灣申請平反，可是《聯副》表示無法刊登，其他臺灣幾家刊物，也均以內容不適合該刊風格而未成。
童小南只好投稿給《北美世界日報》，選出其中五篇可以獨立登載的章節，在2001年10月21日刊出。當她的台灣大學圖資系同學讀到《世界日報》時不禁哭泣，打電話給前者質疑為何之前都不訴說？童小南回說那種環境之下不想主動告訴讓人惹麻煩。直到2009年12月12日，《聯合副刊》登出了張系國懷念童尚經的文章（紀念一位副刊編輯），好幾位親友發電子信告訴童小南，她因而感激又感嘆與這次《聯副》的刊登，認為可能是四十年來，台灣第一次有非綠的日報刊出有關他父親的紀念文章。她也感謝許昭榮曾多年前於《自由時報》投稿（獄中遇貴人）紀念父親。
2001年初，童小南寫信感謝崔小萍。同年9月1日童尚經獲得陳水扁政府平反，後亦經行政院公告恢復名節。隔年，遺族在西來寺舉行追思會。
劉興欽接受張夢瑞口述生平時說：「令人難過的是，當年提拔我的童尚經編輯，不知什麼緣故，竟被槍斃了，我不敢去打聽，最後才聽說是匪諜。」、「童編輯走後，我經常想到他。他是個好人，對兒童文學有很大的貢獻，特別他創辦的《新生兒童周刊》，受到許多小朋友的歡迎，為《新生報》打下很好的名聲。」
2010年，楊素絹對此平反寫下：「恭喜小南女士，令尊冤屈獲得平反；其實眾人的思念紀念才是真正的平反。您的父親童尚經先生，真是了不得的人物。」